# Arnold Bögli
Arnold Bögli (La Chaux-de-Fonds, 31 maggio 1897 – ...) è stato un lottatore svizzero, specializzato nella lotta libera.

## Palmarès

### Olimpiadi
- 1 medaglia:
  - 1 argento (Amsterdam 1928 nella lotta libera, pesi medio-massimi)